# Nair Tiknizjan
Nair Oganesovič Tiknizjan (in russo Наир Оганесович Тикнизян?; in armeno Նաիր Հովհաննեսի Տիկնիզյան?; San Pietroburgo, 12 maggio 1999) è un calciatore russo naturalizzato armeno, centrocampista della Lokomotiv Mosca.

## Caratteristiche tecniche
È un esterno sinistro.

## Carriera

### Club
Cresciuto nel settore giovanile del CSKA Mosca, ha esordito in prima squadra il 20 settembre 2017 disputando l'incontro di Kubok Rossii perso 1-0 ai supplementari contro l'Avangard Kursk.
Il 25 agosto 2019 ha debuttato in Prem'er-Liga giocando gli ultimi minuti della sfida casalinga vinta 3-0 contro l'Achmat Groznyj e nel gennaio seguente è stato ceduto in prestito semestrale all'Avangard Kursk.
Il 4 agosto 2021 viene acquistato dalla Lokomotiv Mosca.

### Nazionale
Ha giocato con le selezioni giovanili russe Under-19, Under-20 e Under-21.
Con quest'ultima nazionale ha partecipato al campionato europeo del 2021, segnando un gol nella gara di apertura contro i pari età islandesi.
Successivamente decide di rappresentare l'Armenia, da cui viene convocato per la prima volta nel marzo 2023. Esordisce il 25 del mese stesso nella sconfitta per 1-2 contro la Turchia.

## Statistiche

### Cronologia presenze e reti in nazionale
| Cronologia completa delle presenze e delle reti in nazionale ― Armenia | Cronologia completa delle presenze e delle reti in nazionale ― Armenia | Cronologia completa delle presenze e delle reti in nazionale ― Armenia | Cronologia completa delle presenze e delle reti in nazionale ― Armenia | Cronologia completa delle presenze e delle reti in nazionale ― Armenia | Cronologia completa delle presenze e delle reti in nazionale ― Armenia | Cronologia completa delle presenze e delle reti in nazionale ― Armenia | Cronologia completa delle presenze e delle reti in nazionale ― Armenia |
| Data                                                                   | Città                                                                  | In casa                                                                | Risultato                                                              | Ospiti                                                                 | Competizione                                                           | Reti                                                                   | Note                                                                   |
| ---------------------------------------------------------------------- | ---------------------------------------------------------------------- | ---------------------------------------------------------------------- | ---------------------------------------------------------------------- | ---------------------------------------------------------------------- | ---------------------------------------------------------------------- | ---------------------------------------------------------------------- | ---------------------------------------------------------------------- |
| 25-3-2023                                                              | Erevan                                                                 | Armenia                                                                | 1 – 2                                                                  | Turchia                                                                | Qual. Euro 2024                                                        | -                                                                      |                                                                        |
| 28-3-2023                                                              | Erevan                                                                 | Armenia                                                                | 2 – 2                                                                  | Cipro                                                                  | Amichevole                                                             | -                                                                      | 78’                                                                    |
| 16-6-2023                                                              | Cardiff                                                                | Galles                                                                 | 2 – 4                                                                  | Armenia                                                                | Qual. Euro 2024                                                        | -                                                                      | 70’                                                                    |
| 19-6-2023                                                              | Erevan                                                                 | Armenia                                                                | 2 – 1                                                                  | Lettonia                                                               | Qual. Euro 2024                                                        | 1                                                                      |                                                                        |
| 8-9-2023                                                               | Eskişehir                                                              | Turchia                                                                | 1 – 1                                                                  | Armenia                                                                | Qual. Euro 2024                                                        | -                                                                      | 90+1’                                                                  |
| 11-9-2023                                                              | Erevan                                                                 | Armenia                                                                | 0 – 1                                                                  | Croazia                                                                | Qual. Euro 2024                                                        | -                                                                      |                                                                        |
| 12-10-2023                                                             | Riga                                                                   | Lettonia                                                               | 2 – 0                                                                  | Armenia                                                                | Qual. Euro 2024                                                        | -                                                                      |                                                                        |
| 17-10-2023                                                             | Strumica                                                               | Macedonia del Nord                                                     | 3 – 1                                                                  | Armenia                                                                | Amichevole                                                             | -                                                                      |                                                                        |
| 18-11-2023                                                             | Erevan                                                                 | Armenia                                                                | 1 – 1                                                                  | Galles                                                                 | Qual. Euro 2024                                                        | -                                                                      |                                                                        |
| 21-11-2023                                                             | Zagabria                                                               | Croazia                                                                | 1 – 0                                                                  | Armenia                                                                | Qual. Euro 2024                                                        | -                                                                      |                                                                        |
| 4-6-2024                                                               | Lubiana                                                                | Slovenia                                                               | 2 – 1                                                                  | Armenia                                                                | Amichevole                                                             | -                                                                      | 78’                                                                    |
| 7-6-2024                                                               | Erevan                                                                 | Armenia                                                                | 2 – 1                                                                  | Kazakistan                                                             | Amichevole                                                             | -                                                                      | 69’                                                                    |
| 7-9-2024                                                               | Erevan                                                                 | Armenia                                                                | 4 – 1                                                                  | Lettonia                                                               | UEFA Nations League 2024-2025 - 1º turno                               | -                                                                      |                                                                        |
| 10-9-2024                                                              | Skopje                                                                 | Macedonia del Nord                                                     | 2 – 0                                                                  | Armenia                                                                | UEFA Nations League 2024-2025 - 1º turno                               | -                                                                      | 55’ 66’                                                                |
| 10-10-2024                                                             | Tórshavn                                                               | Fær Øer                                                                | 2 – 2                                                                  | Armenia                                                                | UEFA Nations League 2024-2025 - 1º turno                               | -                                                                      |                                                                        |
| 13-10-2024                                                             | Erevan                                                                 | Armenia                                                                | 0 – 2                                                                  | Macedonia del Nord                                                     | UEFA Nations League 2024-2025 - 1º turno                               | -                                                                      |                                                                        |
| 14-11-2024                                                             | Erevan                                                                 | Armenia                                                                | 0 – 1                                                                  | Fær Øer                                                                | UEFA Nations League 2024-2025 - 1º turno                               | -                                                                      |                                                                        |
| 17-11-2024                                                             | Riga                                                                   | Lettonia                                                               | 1 – 2                                                                  | Armenia                                                                | UEFA Nations League 2024-2025 - 1º turno                               | -                                                                      |                                                                        |
| 20-3-2025                                                              | Erevan                                                                 | Armenia                                                                | 0 – 3                                                                  | Georgia                                                                | UEFA Nations League 2024-2025 - Play-off                               | -                                                                      |                                                                        |
| 23-3-2025                                                              | Tbilisi                                                                | Georgia                                                                | 6 – 1                                                                  | Armenia                                                                | UEFA Nations League 2024-2025 - Play-off                               | -                                                                      |                                                                        |
| 6-6-2025                                                               | Pristina                                                               | Kosovo                                                                 | 5 – 2                                                                  | Armenia                                                                | Amichevole                                                             | -                                                                      | 69’                                                                    |
| 9-6-2025                                                               | Niksic                                                                 | Montenegro                                                             | 2 – 2                                                                  | Armenia                                                                | Amichevole                                                             | -                                                                      | 60’                                                                    |
| Totale                                                                 |                                                                        | Presenze                                                               | 22                                                                     |                                                                        | Reti                                                                   | 1                                                                      |                                                                        |